# Amar Prakash
Amar Prakash (Nahan, 26 gennaio 1888 – Vienna, 13 agosto 1933) è stato un principe indiano.
Fu Maharaja di Sirmur dal 1911 al 1933.

## Biografia
Amar Prakash nacque il 26 gennaio 1888, figlio di Surendra Bikram Prakash, raja di Sirmur. Educato privatamente, ricevette le prime nozioni amministrative statali direttamente da suo padre. Succedette al trono di Sirmur dopo la morte di suo padre nel 1911, incoronato con una cerimonia alla quale presenziò anche sir Louis Dane, vice-governatore del Punjab. Al termine della prima guerra mondiale, nel 1918, venne ricompensato per gli sforzi bellici compiuti con l'elevazione al titolo di maharaja per sé e per i propri discendenti al trono.
Morì di meningite a Vienna, in Austria, il 13 agosto 1933. Gli succedette al trono suo figlio, Rajendra Prakash.

## Matrimonio e figli
Sposò Mandalsa Devi, figlia primogenita di Dev Shumsher Jung Bahadur Rana, ex primo ministro del Nepal. Da questo matrimonio nacquero i seguenti figli:
- Mahima Kumari.
- Rajendra Prakash, erede al trono paterno.
- Premlata Kumari.